# Guilherme Cobbo
Guilherme Cobbo, född 1 oktober 1987, är en friidrottare från Brasilien. Han deltog vid olympiska sommarspelen 2012.